# Somebody (The Chainsmokers)
Somebody è un singolo del duo statunitense The Chainsmokers, pubblicato il 20 aprile 2018 come quarto estratto dal secondo album in studio Sick Boy.
Il singolo ha visto la partecipazione del duo statunitense Drew Love.

## Video musicale
Il video musicale è stato pubblicato il 20 aprile 2018 sul canale Vevo-YouTube del gruppo.